# Piper allardii
Piper allardii är en pepparväxtart som beskrevs av Truman George Yuncker. Piper allardii ingår i släktet Piper och familjen pepparväxter. Inga underarter finns listade i Catalogue of Life.